# Wereldkampioenschappen synchroonzwemmen 1986 – Duet vrouwen
Het duet vrouwen tijdens de wereldkampioenschappen synchroonzwemmen 1986 vond plaats in Madrid, Spanje.

## Uitslag
De eerste acht dueten, hier aangegeven met groen, gingen door naar de finale.
| Rang   | Naam                                        | Land                   | Kwalificatie | Kwalificatie | Finale        | Finale        |
| Rang   | Naam                                        | Land                   | Punten       | Rang         | Punten        | Rang          |
| ------ | ------------------------------------------- | ---------------------- | ------------ | ------------ | ------------- | ------------- |
| Goud   | Michelle Cameron Carolyn Waldo              | Canada                 | 194,8670     | 1            | 196,2670      | 1             |
| Zilver | Karen Josephson Sara Josephson              | Verenigde Staten       | 192,2010     | 2            | 193,4010      | 2             |
| Brons  | Megumi Itō Mikako Kotani                    | Japan                  | 184,2670     | 3            | 185,4670      | 3             |
| 4      | Edith Boss Karin Singer                     | Zwitserland            | 179,3920     | 4            | 180,9920      | 4             |
| 5      | Alexandra Dodd Nicola Shearn                | Verenigd Koninkrijk    | 175,7750     | 5            | 178,3750      | 5             |
| 6      | Marjolein Philipsen Mariella van der Heijde | Nederland              | 175,5580     | 6            | 177,3580      | 6             |
| 7      | Mariia Tscherniaeva Alfiya Zhanaletdinova   | Sovjet-Unie            | 173,4010     | 7            | 175,2010      | 7             |
| 8      | Anne Capron Karine Schuler                  | Frankrijk              | 172,5760     | 8            | 174,1760      | 8             |
| 9      | Lourdes Candini Susana Candini              | Mexico                 | 171,0670     | 9            | Uitgeschakeld | Uitgeschakeld |
| 10     | Ana Amicarella Maria Elena Giusti           | Venezuela              | 168,3580     | 10           | Uitgeschakeld | Uitgeschakeld |
| 11     | Marie Jacobsson Monica Kristensson          | Zweden                 | 164,3750     | 11           | Uitgeschakeld | Uitgeschakeld |
| 12     | Yan Long Ying Zhang                         | China                  | 163,7920     | 12           | Uitgeschakeld | Uitgeschakeld |
| 13     | Monica Adames Janeth Hatiuzka               | Colombia               | 162,3170     | 13           | Uitgeschakeld | Uitgeschakeld |
| 14     | Eva Riera Isabela Rosado Nunes              | Brazilië               | 161,6670     | 14           | Uitgeschakeld | Uitgeschakeld |
| 15     | Donna Rankin Lisa Stabback-Lischke          | Australië              | 160,4840     | 15           | Uitgeschakeld | Uitgeschakeld |
| 16     | Patrizia Concordia Paola Richard            | Italië                 | 160,3920     | 16           | Uitgeschakeld | Uitgeschakeld |
| 17     | Marta Amoros Romagosa Eva Lopez Morales     | Spanje                 | 159,1830     | 17           | Uitgeschakeld | Uitgeschakeld |
| 18     | Ximena Carias Maribel Solis                 | Dominicaanse Republiek | 156,1000     | 18           | Uitgeschakeld | Uitgeschakeld |
| 19     | Sahar Farouk Dahlia Mokbel                  | Egypte                 | 153,7170     | 19           | Uitgeschakeld | Uitgeschakeld |
| 20     | Roswitha Lopez Yvette Thuis                 | Aruba                  | 144,6340     | 20           | Uitgeschakeld | Uitgeschakeld |